# Jerzy Główczewski
Jerzy Eligiusz Główczewski (ur. 19 listopada 1922 w Warszawie, zm. 13 kwietnia 2020 w Nowym Jorku) – polski lotnik podczas II wojny światowej, uczestnik m.in. bitwy nad Gandawą, architekt.

## Życiorys
Syn Kazimierza i Józefy z domu Bernhard. Od 1935 r. uczył się w Prywatnym Gimnazjum Męskim Towarzystwa im. Jana Zamoyskiego w Warszawie, w 1938 r. został przeniesiony do gimnazjum w Chyrowie. Po ataku ZSRR na Polskę wydostał się z kraju i przez Rumunię przedostał na Bliski Wschód. W Tel Awiwie w lipcu 1941 roku zdał egzamin maturalny i zgłosił się do służby w Polskich Siłach Zbrojnych. Został przydzielony do Brygady Karpackiej, z którą walczył w kampanii afrykańskiej. 
20 kwietnia 1942 r. rozpoczął kurs dla podchorążych w podlegającej SBSK szkole w El Amryia. Na początku czerwca 1942 r., podczas prowadzonego przez Polskie Siły Powietrzne naboru, zgłosił się do lotnictwa. W związku z tym przerwał kurs dla podchorążych i skierowany został do Wielkiej Brytanii. Po szkoleniach, wstąpił do Polskich Sił Powietrznych i otrzymał numer służbowy RAF 704204. W zachodniej Europie jako lotnik służył w dywizjonie 308 "Krakowskim", w którym wykonał 100 lotów. Pilotował samolot Spitfire LF.IX, ZF-U (MJ396). Walczył między innymi w jednej z ostatnich bitew lotniczych II wojny światowej nad Gandawą, gdzie zaliczono mu zestrzelenie 1/2 samolotu Focke-Wulf Fw 190. 
5 maja 1945 r. Główczewski odszedł z dywizjonu 308 i rozpoczął kurs w polskiej Szkole Podchorążych Piechoty i Kawalerii Zmotoryzowanej w Dunfermline w Szkocji. Następnie, 21 sierpnia 1945 r. przydzielony został do szkoły pilotażu początkowego 25 (Polish) Elementary Flying Training School w Hucknall, gdzie rozpoczął kurs dla instruktorów. 14 listopada 1945 r. przeniesiony został do szkoły pilotażu podstawowego 16 (Polish) Service Flying Training School w Newton, zaś 27 stycznia 1946 r. powrócił na kontynent, do stacjonującego w Niemczech 131 Skrzydła Myśliwskiego. Od 7 lutego był pilotem 317 Dywizjonu Myśliwskiego "Wileńskiego", a od 4 marca – ponownie 308 Dywizjonu Myśliwskiego "Krakowskiego".  
W grudniu 1946 r. opuścił Wielką Brytanię i przybył do Francji, gdzie spędził trzy miesiące. Wiosną 1947 r. powrócił do Polski i zamieszkał w rodzinnym domu w zrujnowanej Warszawie. Wstąpił do Aeroklubu Warszawskiego, jednak w czerwcu 1949 roku władze odebrały mu licencję pilota. Odzyskał ją po ośmiu latach. W 1947 roku podjął studia architektonicznie na Wydziale Architektury Politechniki Warszawskiej, które ukończył w 1952 roku. Jako architekt uczestniczył w odbudowie Warszawy. Brał udział m.in. w budowie Stadionu X-lecia. 
Na początku lat 60. XX wieku wyjechał z Polski. W 1962 roku osiadł w Stanach Zjednoczonych. Był m.in. wykładowcą Uniwersytetu Stanowego w Karolinie Północnej. W Nowym Jorku pracował dla Fundacji Forda oraz Organizacji Narodów Zjednoczonych. Wykładał architekturę również w Instytucie Pratta.
W 1964 r. wyjechał do Asuanu, gdzie powierzono mu zadanie przebudowy i modernizacji tego starożytnego miasta. W 1967 r. na skutek wojny izraelsko-egipskiej wyjechał z Egiptu, jednakże później powrócił i ukończył projekt. Aż do emerytury pracował w USA i różnych krajach arabskich
W czerwcu 2014 r. Jerzy Główczewski przyleciał do Polski ze swojego domu w Nowym Jorku, aby zobaczyć Spitfire TE184. Samolot ten na terenie Muzeum Sił Powietrznych w Dęblinie został przemalowany na polskie barwy i otrzymał polskie znaki ZF-U, na wzór podobnej konstrukcji pilotowanej podczas wojny przez kpt. Jerzego Główczewskiego z dywizjonu 308. Za sterami myśliwca zasiadał Jacek Mainka.
Zmarł w Nowym Jorku 13 kwietnia 2020 roku w wieku 97 lat, a przyczyną śmierci było zarażenie wirusem SARS-CoV-2. Jego prochy zostały przywiezione ze Stanów Zjednoczonych i spoczęły w rodzinnym grobowcu na Cmentarzu Powązkowskim w Warszawie (kwatera nr. 160).

## Odznaczenia
- Krzyżem Walecznych – trzykrotnie[14],
- Medal Lotniczy[28],
- Polowy Znak Pilota (nr 1969)[29].

## Książki
- Główczewski Jerzy, Moja Ameryka. Warszawa: MOST ISBN 978-83-919-8398-0[30]
- Główczewski Jerzy, Ostatni pilot myśliwca. Wspomnienia. Warszawa: PWN ISBN 978-83-011-9199-3
- Główczewski Jerzy, Wojak z przypadku. Warszawa: MOST ISBN 978-83-906-3302-2
- Główczewski Jerzy, Optymista mimo wszystko. Warszawa: MOST ISBN 83-919839-2-7[30]
- Główczewski Jerzy, The Accidental Immigrant. Bloomington: Xlibris ISBN 978-1425782689[31][32]